# Ludvig Pontoppidan
Ludvig Pontoppidan, född den 7 maj 1648 i Vejle, död den 27 september 1706, var en dansk präst, brorson till biskop Erik Eriksen Pontoppidan och son till prosten i Vejle, magister Henrik Pontoppidan (död 1659) och Anne Krabbe (död samma år). Bland Pontoppidans barn bör Christian och Erik Pontoppidan nämnas.
Pontoppidan deponerade från Roskilde 1667, blev 1673 rektor i Kalundborg och fick 1675 magistergraden. År 1676 utnämndes han till sognepræst i Herlufmagle, som under hans ämbetstid (1681) fick Tybjerg till annex; samtidigt med denna annektering blev han häradsprost. År 1691 förflyttades han till Aarhus som stiftsprost och sognepræst vid domkyrkan. 
Som rektor i Kalundborg ville han en julafton visa sin oratoriska talang och predika på vers – "for at efterabe dr. Fielke", säger Sorterup –, men minnet sviktade. Predikan blev dock senare tryckt (Juleglæde over den velsignede Kvindens Sæd, 1680). Ett par andra tryckta versifierade tillfällighetstal misslyckades också helt genom de inträdande förhållandena i tiden.